# Hombro del Marboré
El Hombro del Marboré (Épaule du Marboré en francés) es una cumbre de los Pirineos, en el macizo de Monte Perdido, que marca la frontera franco-española. Mide 3073 metros y se encuentra en el meridiano de Greenwich.
La cumbre forma parte del Circo de Gavarnie y marca el límite entre el parque nacional de los Pirineos (Francia) y el parque nacional de Ordesa y Monte Perdido (España).
El lado francés, está situado en el pueblo de Gavarnie, en el cantón de Luz-Saint-Sauveur, Altos Pirineos, región de Mediodía-Pirineos.
El lado español, se encuentra en la comarca de Sobrarbe, Provincia de Huesca, Aragón.